# Госпожа Метелица
«Госпожа́ Мете́лица» (нем. Frau Holle) — сказка братьев Гримм о волшебнице из колодца, вознаграждающей трудолюбивую девушку и наказывающей нерадивую. По системе классификации сказочных сюжетов Aарне-Томпсона имеет номер 480: «Добрые и недобрые девушки».

## Сюжет
Девушка терпит разные обиды от мачехи-вдовицы. Наконец, мачеха принуждает её прыгнуть в колодец, чтобы найти случайно упущенное веретено. Так она оказывается в подземном мире, который одновременно является и миром облаков. Здесь ей предстоит пройти испытание на прилежание и доброту, оказывая помощь нуждающимся: вынуть из печи готовый хлеб, потрясти дерево со зрелыми яблоками. В конце концов дорога приводит к госпоже Метелице, страшноватой «старой женщине», у которой «длинные зубы», но доброе сердце. В новые обязанности девушки теперь входит каждодневное вытряхивание перины госпожи Метелицы, благодаря чему на всём белом свете идёт снег. По прошествии некоторого времени она начинает тосковать по родному дому и просит хозяйку о том, чтобы уйти. В воротах, ведущих на землю, на трудолюбивую девушку проливается золотой дождь, так что её одежда оказывается облепленной золотом. Также госпожа Метелица возвращает потерянное веретено, и девушка возвращается домой, приветствуемая пением петуха: «Ку-ка-ре-ку! Вот чудеса! Наша-то девица в золоте вся!»
Мачеха, подобрев, встречает девушку ласково. Позавидовав рассказу девушки, её безобразная и ленивая сводная сестра идёт той же дорогой, отказывая нуждающимся, а её работа у госпожи Метелицы никуда не годится. Прискучив своей хозяйке, ленивица, мечтая о золотой награде, в воротах получает в награду опрокинутый котёл со смолой, которая пристаёт к ней на всю жизнь.

## Происхождение сюжета
Была записана со слов Дортхен Вильд, невесты Вильгельма Гримма. Опубликована в составе цикла сказок в 1812 году.
Невозможно однозначно определить родину этой сказки; в Германии «фрау Холле» почиталась на многочисленных горах, есть несколько вершин, на которых, по утверждению жителей, живёт госпожа Метелица. Это гора Хохер Мейсснер между Касселем и Эшвеге, гора Хёрзельберг около Айзенаха и высоты Хёрзельберга и Холлериха (Hollerich).
Письменные следы «фрау Холле» прослеживаются, как минимум, 1000 лет. Самое раннее письменное упоминание находится в декретах Вормского архиепископа Бурхарда, которые были написаны между 1008 и 1012 годами.

## Интерпретация и анализ сюжета
В сказке обращаются к частым в прошлом внутрисемейным конфликтам, когда много женщин умирало в послеродовой период, вдовцы часто вновь сочетались браком, а сводные братья и сестры конкурировали друг с другом за статус в семье.
Сказка также, вероятно, основана на народной обработке мифологического материала.
Евгений Древерманн интерпретирует «Госпожу Метелицу» как историю, которая даёт ответы на философский и религиозный вопрос о смысле страданий и объясняет мнимый беспорядок и несправедливость бытия. Всё, с чем соприкасается госпожа Метелица, можно считывать в рамках природной мифологии, в связи с Солнцем, Луной, Землёй. Одарённая златом выступает как солнечная дева, облитая смолой — как дева Луны. Матушка Метелица — как великая богиня, мать земли, владеющая загробным миром. Мачеха же символизирует подлость внешнего, материального мира и является противницей госпожи Метелицы.
Многочисленные архаичные мотивы сюжета, по мнению Геттнер-Абендрота, ведут к великой богине-матери эпохи неолита. К схожим выводам пришёл историк Карл Колльманн, по его мнению: «Признаки говорят, что фрау Холле — это не разновидность привидения и дух растительности, а региональное олицетворение древнего женского божества земли: почитали его почти всюду на свете под самыми различными именами».
Германист Эрика Тимм исходит из того, что имя «Холле» (милостивая) первоначально было прозвищем германской богини Фригг, обособившись в самостоятельное после христианизации, в том числе потому, что прилюдно поминать имена языческих богов было нельзя, а отказаться от них совсем — трудно.
Часто «фрау Холле» идентифицируется также с древнескандинавской Хель, повелительницей мира мёртвых.
Другая, психологическая, интерпретация сказки указывает, что случай с яблоней связан с созреванием женского тела и сексуальностью, случай с печью — с проявлением женственности и родами.

## Фольклорные данные
Наряду с известным вариантом, записанным братьями Гримм, существовали и другие сказания, связанные с госпожой Метелицей (фрау Холле), собранные фольклористом Карлом Петовым. Исследовательница матриархата Хейда Гёттнер-Абендрот в своей книге «Frau Holle — das Feenvolk der Dolomiten» попыталась хронологически упорядочить сказания вокруг «фрау Холле» и реконструировать соответствующим образом древние представления о матриархате.
В фольклоре она ответственна за зимние снегопады: чем основательней она вытряхивает свою постель, тем больше и сильнее снег идёт на земле.
По другим сказаниям «фрау Холле» благословляет весенние поля, шагая по зеленеющим просторам, вследствие чего начинается движение сока в растениях и просыпается природа. Госпожа Метелица также научает людей разнообразному рукоделию, например, прядению и ткачеству. Считается покровительницей прядильщиц и ткачей. Этим она отчасти схожа с древнегреческой Афиной, восточноевропейской богиней Макошью и древнегерманскими норнами.
Чёрная бузина (также: Холлер) считается особенным растением, посвящённым «фрау Холле».
Также госпожа Метелица может подарить пироги, цветы или фрукты и помогает, в частности, женщинам и девочкам, даруя им «хороший год», здоровье и плодовитость. Кроме того, что «фрау Холле» способствует деторождению, она уводит души некрещёных умерших младенцев с собой. В тюрингской Готе до сегодняшнего дня сохранилось предание, что фрау Холле является «хранительницей источника», где находятся души ещё не рождённых детей.
Помимо всего, «фрау Холле» считается владычицей подземного мира. Есть поверье, что на Святки, между 23 декабря и 5 января (в это время отдыхают от домашней работы), она выходит на поверхность Земли, чтобы посмотреть, кто был усерден в течение года, а кто был нерадив. Поэтому она связывается также с упоминаемой Тацитом богиней Нертус.
Несколько сказаний сообщают о том, как матушка Холле испытывает людей, являясь в облике старой и немощной женщины, «тётушки мельничихи», с просьбой о питании и крове. Те из людей, кто оказывают помощь, богато вознаграждаются. Если же люди глухи к мольбам из-за скупости, то таковые наказываются. Таким образом, например, богатый и жестокосердный крестьянин из Викенроде (Гессен) побил свою дочь за то, что та поднесла еду и питьё старухе (фрау Холле), и натравил на пожилую женщину собаку. В наказание «фрау Холле» сожгла двор. Крестьянин и его сын погибли в огне, в то время как его дочь осталась невредима.

## Переводы на русский
- Г. Петников (Бабушка Метелица, Госпожа Метелица)
- А. Введенский, С. Маршак (Госпожа Метелица)
- Б. Заходер (Бабушка вьюга)
- К. Сергиенко (Госпожа Метелица)
- И. Котовская (Бабушка Метелица)
- В. Соловьева (Госпожа Метелица)
- Г. Еременко (Бабушка метелица)
- Г. Губанова (Госпожа Метелица)
- Э. Иванова (Хозяйка Подземелья)
- М. Шмидт (Госпожа Метелица)
- Л. Вест (Госпожа Метелица)
- Е. Неволина (Госпожа Метелица)
- С. Прокофьева (Госпожа Метелица)
- С. Кузьмин (Госпожа Метелица)
- П. Полевой (Госпожа Метелица)
- В. Найденов (Хозяйка подземелья)
- Е. Песковская, П. Полевой, А. Фёдоров-Давыдов (Госпожа Метелица)[10]

Русскому читателю наиболее известен классический перевод сказки с немецкого под редакцией Петра Полевого.

## Экранизации
- Госпожа Метелица — фильм режиссёра Готфрида Кольдица. Производство: ГДР, 1963 год.
- Бабушка-метелица — чёрно-белый кукольный мультфильм. Производство: СССР, Волгоградтелефильм, 1971 год.
- Бабушка Метелица («Perinbaba») — фильм режиссёра Юрая Якубиско. Производство: Чехословакия, Германия (ФРГ), Италия, Австрия, 1985 год.

## Галерея
- Немецкие почтовые марки 1967 года
- Усердная падчерица за прялкой
- Госпожа Метелица вытряхивает перину; идёт снег
- Трудолюбивая падчерица награждается золотым дождём
- На ленивую дочку проливается смола